# Melipo
Melipo, möglicherweise auch Melico, war ein antiker römischer Toreut (Metallbildner), der in der zweiten Hälfte des 1. Jahrhunderts in Gallien tätig war.
Melipo ist heute nur noch aufgrund eines nicht mehr eindeutig vollständig zu lesenden Signaturstempels auf einer Bronzekasserolle bekannt. Diese wurde im Flussbett der Waal bei Lobith in der Provinz Gelderland, Niederlande, gefunden. Heute befindet sich das Stück im Museum Kam in Nijmegen.

## Einzelbelege
1. ↑  Inventarnummer 3.1951.1; Richard Petrovszky: Studien zu römischen Bronzegefäßen mit Meisterstempeln. Leidorf, Buch am Erlbach 1993, S. 272, Nr. M.08.01.

| Personendaten    | Personendaten                              |
| ---------------- | ------------------------------------------ |
| NAME             | Melipo                                     |
| ALTERNATIVNAMEN  | Melico (alternative Lesung)                |
| KURZBESCHREIBUNG | antiker römischer Toreut                   |
| GEBURTSDATUM     | 1. Jahrhundert v. Chr. oder 1. Jahrhundert |
| STERBEDATUM      | 1. Jahrhundert oder 2. Jahrhundert         |